# Brachypelma albiceps
La tarántula dorada de México, tarántula del Balsas o simplemente tarántula dorada (Brachypelma albiceps), anteriormente Brachypelma ruhnaui, es una especie de la familia Theraphosidae. Su lomo tiene reflejos dorados. Abdomen y patas son color negro y recubiertas de vellosidades. La especie es endémica de las zonas altas del centro de México. Es de hábitos crepusculares y nocturnos. En su hábitat natural suele escarbar cuevas o habitar en nidos abandonados. Las hembras que han tenido slings suelen vivir más de 15 años mientras que los machos unos 5 años. La NOM-059-SEMARNAT 2010 considera a la especie como amenazada (A); y en la lista roja de la UICN2019-1 como de preocupación menor (LC).

## Hábitat
La Brachypelma albiceps es endémica de las zonas altas del centro de México, especialmente en la zona de Morelos 1, Aguascalientes.
Es de hábitos crepusculares y nocturnos. En su hábitat natural suelen escarbar cuevas o habitar en nidos abandonadas.

## Alimentación
Es una tarántula muy voraz y nada exigente con la comida.
En cautiverio las crías pueden alimentarse con mosca de la fruta y grillo pequeños día por medio.
Las adultas pueden ser alimentadas con grillos, cucarachas, tenebrios y ocasionalmente con zophobas.

## Confusión
En la Norma Oficial Mexicana (NOM 059) sobre especies en riesgo se incluye a la especie de tarántula (Brachypelma pallidum). Sin embargo, esta especie no existe, es un error. Posiblemente se quiso incluir a Brachypelma albiceps (especie descrita en Guerrero).
A.M. Smith en 1995 estableció que una hembra identificada como Aphonopelma pallidum no pertenece a esta especie y la nombra Aphonopelma albiceps pero realmente es Brachypelma albiceps. De estos errores de identificación y posteriores enmiendas salió la confusión de mezclar los nombres y crear a Brachypelma pallidum (Locht et al. 2005).